# Arrondissement Amiens
Arrondissement Amiens (fr. Arrondissement d'Amiens) je správní územní jednotka ležící v departementu Somme a regionu Hauts-de-France ve Francii. Člení se dále na 20 kantonů a 281 obcí.

## Kantony
- Acheux-en-Amiénois
- Amiens-1 (Ouest)
- Amiens-2 (Nord-Ouest)
- Amiens-3 (Nord-Est)
- Amiens-4 (Est)
- Amiens-5 (Sud-Est)
- Amiens-6 (Sud)
- Amiens-7 (Sud-Ouest)
- Amiens-8 (Nord)
- Bernaville
- Boves
- Conty
- Corbie
- Domart-en-Ponthieu
- Doullens
- Hornoy-le-Bourg
- Molliens-Dreuil
- Picquigny
- Poix-de-Picardie
- Villers-Bocage